# Eduardo Subirats Rüggeberg
Eduardo Subirats Rüggeberg (Barcelona, 1947) és un intel·lectual català d'ascendència alemanya. Ha estat professor de filosofia, arquitectura, literatura i teoria de l'art al Brasil, Veneçuela, Mèxic, Barcelona, Madrid i Nova York on actualment viu i desenvolupa la seva activitat acadèmica.

## Biografia
Subirats va passar la seva infantesa i joventut a Barcelona. El seu pare va sobreviure als camps de concentració franquistes mentre que la família de la seva mare havia fugit de l'alemanya nacionalsocialista l'any 1937 per instal·lar-se finalment a Espanya. Va estudiar a l'escola alemanya de Barcelona i posteriorment inicià els estudis de medicina a la Universitat de Barcelona. L'any 1968, després de la seva primera experiència professional a la Psychiatrische Universitätsklinik de Basilea (Suïssa) va decidir abandonar la medicina. L'any 1972 va estudiar a la universitat Paris-Vincennes amb Gilles Deleuze i Jean-François Lyotard. Entre 1975 i 1979 va assistir als seminaris de Klaus Heinrich al Religionswisseschaftliches Institut de la Freie Universität de Berlín (Alemanya). Finalment es va graduar a la Universitat de Barcelona l'any 1978. D'ençà aleshores Subirats defineix i defensa amb les seves propostes assagístiques una “filosofia crítica” i un “pensament crític radical” que ha continuat desenvolupant en els anys posteriors. Fou expulsat de la Universitat de Barcelona l'any 1981. Més tard, l'any 1992, de Madrid acusat de tenir una limitada autoconsciència històrica pel que fa a la història oficial espanyola. En la cultura oficial espanyola, Subirats és un escriptor censurat precisament per la seva crítica d'aquesta realitat espanyola. La seva obra és més coneguda als Estats Units, Mèxic o el Brasil.
La notable ressonància de la seva obra des de la segona meitat dels 80 i, sobretot, dels 90 es deu, en gran part, al lloc que va anar ocupant com a teòric i especialista dels moviments d'avantguarda, sobre els quals demostra posseir ampli coneixement. Entre les seves obres més destacades hi ha "El Continente vacío" (1994) on desenvolupa de manera crítica el descobriment d'Amèrica, així com "La recuperación de la memoria" (2016) on reuneix una sèrie d'assajos entorn de la cultura ibèrica i llatinoamericana.

## Obres
- Utopía y subversión (1975)
- Figuras de la conciencia desdichada (1979)
- La ilustración insuficiente (1981)
- El Alma y la Muerte (1983)
- La flor y el cristal (1986)
- La cultura como espectáculo (1988)
- El final de las vanguardias (1989)
- Metamorfósis de la cultura moderna (1991))
- La transfiguración de la noche: la utopía arquitectónica de Hugh Ferriss (1992)
- Después de la lluvia: sobre la ambigua modernidad española (1993)
- El continente vacío: la conquista del nuevo mundo y la conciencia moderna(1994)
- Linterna Mágica: vanguardia, media y cultura tardomoderna (1997)
- Culturas virtuales (2001)
- Intransiciones: Crítica de la cultura española (2002)
- El reino de la belleza (2003)
- Viaje al fin del paraíso (2004)
- Una última visión del paraíso: ensayos sobre media, vanguardia y destrucción de culturas en América Latina (2004)
- Informe para la Academia sobre la revisión de las memorias culturales ibéricas y latinoamericanas, consideradas desde un punto de vista teológico, literario y artístico y, muy en particular, filosófico, seguido de algunas propuestas sobre los medios para ejecutarla. (2005)
- Violencia y Civilización (2006)
- La recuperación de la memoria (2016)
- El muralismo mexicano. Mito y esclarecimiento (2018)